# 张其寨乡
张其寨乡是中国辽宁省本溪市溪湖区下辖的一个乡。

## 行政区划
张其寨乡下辖张其寨村、大柳峪村、花岭村、黄木厂村、大翻身村、达贝沟村。